# Brachodes gressitti
Brachodes gressitti is een vlindersoort uit de familie Brachodidae. De wetenschappelijke naam is voor het eerst geldig gepubliceerd in 2009 door Heppner.

## Voorkomen
De soort komt voor in China.